# Igor Sjafarevitsj

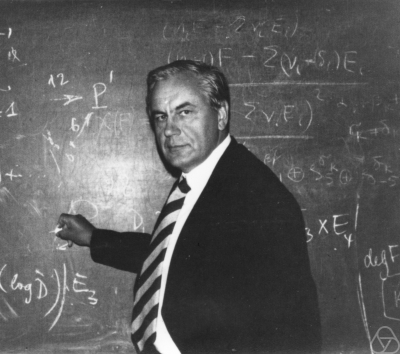
Igor Sjafarevitsj

Igor Rostislavovitsj Sjafarevitsj (Russisch: Игорь Ростиславович Шафаревич) (Zjytomyr, 3 juni 1923 - Moskou, 19 februari 2017) was een Sovjet- en Russisch wiskundige, ten tijde van de Sovjet-Unie de oprichter van een school van algebraïsche getaltheorie en algebraïsche meetkunde en was daarnaast een politiek schrijver. Hij was een belangrijke dissident onder het Sovjet-regime. Vanaf 1970 was hij in het openbaar aanhanger van Andrej Sacharovs mensenrechtencomité. Hij deelde de kritiek van Aleksandr Solzjenitsyn op zowel het Sovjet-communisme als ook op de liberale richting die Rusland in de jaren negentig insloeg.